# Андрияшев, Иван Викторович
Иван Викторович Андрияшев (Пустой шаблон {{ВД-Преамбула}} ) — российский хоккеист, защитник.

## Биография
Начинал заниматься хоккеем в московском «Динамо», первый тренер Евгений Котлов; играл за «Новатор» Химки, выпускник школы «Спартака» (тренер Аркадий Рудаков).
В сезонах 1995/96 — 1996/97 играл за фарм-клубы «Спартака» «САБ-Спартак-2» и САК. 12 февраля 1997 года в гостевом матче против «Сибири» (2:2) провёл единственный матч за «Спартак» в Суперлиге. Выступал в Суперлиге также за «Химик» Воскресенск (1997/98 — 1998/99) и «Липецк» (1999/2000, два матча). Играл за «Крылья Советов» (1999—2000) и «Стандарт» (Менделеево, 2000/01).